# Henry W. Sobel
Henry Wayne Sobel (* um 1940 in Philadelphia) ist ein US-amerikanischer experimenteller Teilchenphysiker.
Sobel studierte Physik am Rensselaer Polytechnic Institute mit dem Bachelorabschluss 1962 und wurde 1969 am Case Institute of Technology promoviert. Ab 1968 war er an der University of California, Irvine, wo er seit 1986 Professor ist.
Er befasst sich mit Neutrinophysik, der Suche nach dem Protonzerfall und dem Test von Erhaltungssätzen sowie Kosmischer Strahlung und Astroteilchenphysik. Er ist an Super-Kamiokande beteiligt (wo er seit 1992 US Ko-Sprecher ist) und am T2K Experiment vom 50 GeV Protonbeschleuniger (Proton-Synchrotron) in J-PARC zum Super-Kamiokande Detektor für Präzisionsmessungen von Neutrinooszillationen. Das Experiment begann 2009.
Er war auch (seit 1999) am K2K Experiment am Super-Kamiokande, am Chooz-Experiment sowie 1969 bis 1993 an Neutrinoexperimenten am Savannah River Reactor, 1965 bis 1969 am South African Neutrino Experiments (CASEWITS), 1993 bis 1997 am Bugey Reactor Neutral Current Experiment und 1979 bis 1992 am Irvine-Michigan-Brookhaven-Experiment (IMB).
2009 erhielt er den Bruno-Pontecorvo-Preis. Als Teil der IMB Kollaboration wurde er mit dem  Bruno-Rossi-Preis (1989) ausgezeichnet und als Mitglied von Super-Kamiokande erhielt er 1999 den Asahi-Preis. Für 2021 wurde Sobel der Panofsky-Preis zugesprochen. Er war Fellow der American Association for the Advancement of Science (2008) und der American Physical Society (1999).